# Ogcodes trilineatus
Ogcodes trilineatus este o specie de muște din genul Ogcodes, familia Acroceridae. A fost descrisă pentru prima dată de Enrico Adelelmo Brunetti în anul 1926.
Este endemică în Gabon. Conform Catalogue of Life specia Ogcodes trilineatus nu are subspecii cunoscute.